# معالجة بالتبغيض
المعالجة بالتبغيض هي أحد أنواع العلاج النفسي الذي يتعرض فيه المريض إلى منبه بالتزامن مع التعرض لبعض أشكال الإزعاج أو المشقة. ويهدف هذا الإشراط إلى جعل المريض يربط بين المنبه وبين الأحاسيس غير السارة لكي يتوقف عن سلوك بعينه.
وتتخذ عملية المعالجة بالتبغيض عدة أشكال، منها على سبيل المثال: وضع مواد سيئة المذاق على الأظافر للحيلولة دون قضم الأظافر، والجمع بين استخدام دواء مقيء وشرب الكحول، أو الجمع بين سلوك ما وبين صدمات كهربية متغيرة الشدة.

## حالات الإدمان
يتركز الاستخدام الأساسي لأسلوب المعالجة بالتبغيض حاليًا في معالجة إدمان الكحوليات وغيرها من المخدرات. ولا تزال هذه الطريقة مستخدمة منذ عام 1932. وهذه الطريقة مذكورة بالتفصيل في مبادئ طب الإدمان، الفصل الثامن، الذي طبعته الجمعية الأمريكية لطب الإدمان (American Society of Addiction Medicine) في عام 2003.
وتعمل المعالجة بالتبغيض على تغيير الارتباطات الحسية الإيجابية المرتبطة بشكل ورائحة وطعم الكحول أو غيره من المخدرات. وتشير دراسات المتابعة التي أجريت في 6 أشهر و12 شهرًا لدراسة 17 من المتغيرات الأساسية إلى أن المعالجة بالتبغيض أسفرت عن تحسن في معدلات الامتناع.[بحاجة لمصدر] ولم تلاحَظ زيادة أعداد من غادروا المستشفى عن غير رغبة الطبيب في المرضى المعالجين بأسلوب التبغيض مقارنة بالمرضى الآخرين ممن تُتبع معهم برامج علاجية أخرى.[بحاجة لمصدر]
وتفيد المعالجة بالتبغيض أيضًا في جمعيات الرعاية الذاتية لعلاج المشاكل السلوكية البسيطة بمساعدة شريط مطاطي - حيث يربط المستخدم أو المريض الشريط المطاطي على معصمه عندما تتجلى الفكرة / السلوك المَرَضي أو غير المرغوب.
وهناك أبحاث كثيرة تؤكد جدوى استخدام ثنائي السلفيرام مع المعالجة الزواجية السلوكية في علاج إدمان الكحول.
والصورة التقليدية للمعالجة بالتبغيض التي كانت تستغل إما النفور من المواد الكيميائية أو النفور من الكهرباء  استبدلت منذ عام 1967 بالتبغيض التخيلي، وهي تقنية يطلق عليها التحسيس المستور.
ويعد التحسيس المستور إحدى طرق العلاج القوية والفعالة، حيث استخدمت هذه الطريقة بنجاح في معالجة إدمان الكحوليات والقمار القهري وجنوح الأحداث] ويمكن استخدام هذه الطريقة أيضًا في معالجة مدخني السجائر، حيث جاءت النتائج مرضية في هذا السياق خاصة إذا ما قورنت بأساليب علاجية أخرى.
عمدت شركة كرافت آند كرافت (Kraft & Kraft[) إلى إلى تقييم أهمية التحسيس المستور في 6 دراسات للحالات التالية: قاضم أظافر ومدخن حشيش وامرأة سمينة ومدخن سجائر ومدمن شوكولاتة ومدمن كحوليات. وأثبتت الدراسة أن التحسيس المستور كان علاجًا سريعًا وموفرًا وناجحًا. فكل الأفراد الذين خضعوا للدراسة عولجوا من الأنماط المرضية في سلوكياتهم وتأكد هذا الأمر بمتابعة الحالات.
إلا إن أوكوليتش ومارلات (Okulitch and Marlatt) وجدا أن مدمني المسكرات ممن خضعوا للمعالجة بالتبغيض عن طريق الصدمات الكهربية ساءت حالتهم على مدار فترة 15 شهرًا المخصصة للمتابعة مقارنة بمجموعة التحكم التي لم تعالج.

## حالات التوجه الجنسي
كانت المعالجة بالتبغيض في السابق تعد إحدى أساليب تغيير المثلية الجنسية، ولكن منذ عام 1994 أعلنت الجمعية الأمريكية لعلم النفس (APA) أن هذه الطريقة خطيرة وغير مجدية.[بحاجة لمصدر] ومنذ عام 2006، أصبح استخدام أسلوب المعالجة بالتبغيض في تغيير التوجه الجنسي من المخالفات الصارخة لقواعد السلوك والإرشادات المهنية للجمعية الأمريكية لعلم النفس والجمعية الأمريكية للأطباء النفسيين. واستخدام المعالجة بالتبغيض لتغيير حالات التوجه المثلي مخالف للقانون في بعض الدول. وتعد المعالجة النفسية النموذجية في أمريكا وأوروبا حاليًا هي المعالجة النفسية بتأييد المثلية وغيرها من التوجهات الجنسية. ويمكن الاطلاع على إرشادات المعالجة النفسية في الجمعية الأمريكية لعلم النفس.
يقول الطبيب النفسي مارتين إي بي سيليجمان (Martin E.P. Seligman):156 أن استخدام طريقة المعالجة بالتبغيض لمحاولة تغيير التوجه الجنسي للمثليين ليصبحوا أسوياء أدى إلى نتائج عكسية. وفي بعض الأحيان، وبالذات في سلسلة التجارب التي أجريت عام 1966، كانت النتائج المبدئية غاية في الروعة حيث وصل عدد من خالفوا توجههم المثلي ممن خضعوا لهذه المعالجة قرابة 50 %. وهذه النتائج أفرزت ما أسماه سيليجمان:156 بأنه «روح أمل تبشر بتغير خريطة المثلية [الذي] غزا المجتمع العلاجي» على حد تعبيره وذلك بعد ظهور النتائج عام 1966. ويستطرد ساليجمان قائلاً:157 أن هذه النتائج اتضح فيما بعد خطأها الفادح: حيث ثبت أن أغلب من عولجوا بالتبغيض وتوقفوا عن ممارسة علاقات جنسية من نفس الجنس كانوا بالفعل مزدوجي التوجه الجنسي، أما المثليون أحاديو الرغبة الجنسية فلم تحرك المعالجة بالتبغيض فيهم ساكنًا.
مارس الدكتور روبرت كارد (Robert Card) المعالجة بالتبغيض عن طريق الصدمات ونشر عدة أبحاث تؤيد اتباع هذا الأسلوب لتغيير التوجه الجنسي من شخصية المريض. ومن أعماله «الخصائص التجريبية والفوائد السريرية لمواد التنبيه السمعي البصري للمراهقين» و«من هو 'المنحرف؟' (?What is 'Deviant) وهو عبارة عن فحص استجابات مخطاط تحجم قضيبي لثلاث مجموعات مختلفة.» وفي إحدى طرق المعالجة، كان يتم لصق مسرى كهربي بالأعضاء التناسلية للشخص المثلي المتطوع ثم تُعرض أمامه مواد إباحية مثلية. وأثناء عرض المواد الإباحية يُحقن المريض بأدوية مقيأة وصدمات كهربية محددة. ثم توقف الصدمات والمقيئات وتستبدل صور المثلية بمواد إباحية مغايرة جنسيا وفي هذه الأثناء لا يتعرض المريض لأي مضايقات.